# Bela Vista do Toldo
Bela Vista do Toldo è un comune del Brasile nello Stato di Santa Catarina, parte della mesoregione del Norte Catarinense e della microregione di Canoinhas.